# Nyköpingi egyezmény
A nyköpingi egyezményt a Nyköping-Házban írták alá 1396. szeptember 20-án, és a Kalmari unió megteremtésének egyik nagyon fontos dokumentuma. A megegyezés tartalmazza, hogy a három északi királyság (Norvégia, Dánia és Svédország) „egy úr és király uralma alatt egyesül” (en herra oc konung hafuom).

## Háttér
Svédországban egyre növekedett az elégedetlenség Mecklenburgi Albrecht uralma ellen. 1388-ban a svédek meghívták a trónra Margit királynőt, aki akkor Dánia és Norvégia uralkodója volt, és akinek felajánlották a "Svédország teljhatalmú asszonya és igaz ura" (Sveriges fullmäktiga fru och rätta husbonde) címet. A javaslatsorozat egyik célkitűzése az volt, hogy a svéd nagynemesség visszakapja jogait, melyekkel Albrecht megkoronázása előtt bírt.
Margit királynő az akkori legnagyobb svéd földbirtokos, Bo Jonsson Grip nyomására is törekedett a rendelet megfogalmazóival való megegyezésre. 1388 pünkösdjének napján a reformok kidolgozói összegyűltek a Nyköping-Házban, és úgy határoztak, hogy néhány kivétellel a földbirtokok visszaszállnak a koronára.
Albrecht azonban továbbra is igényt tartott a svéd trónra. Egy nagy sereggel Svédországba érkezett, amely 1389. február 24-én, Åsle városa mellett megvívott Margaréta királynő seregeivel. A dán-norvég királynő totális győzelmet aratott Albrecht felett, aki fiával együtt fogságba esett. A béke még azonban nem érkezett el.
1391-ben Margit királynő Albrecht szabadon engedéséről tárgyalt a mecklenburgi küldöttséggel a Nyköping-Házban. A tárgyalások során fegyverszünetben is megegyeztek, melyet azonban hamarosan megtörtek a Stockholm környéki harcok. A harcokat csak 1395-ben sikerült lezárni egy egyezménnyel, melyet a Skåne tartomány-béli Lindholmens kastélyban írtak alá. Eszerint Albrecht hajlandó visszavonulni és Stockholm speciális kormányzati státust kap.

## Az egyezmény
Az egyezményt tehát 1396-ban kötötték. Pontjai főleg az Albrecht utáni tulajdon- és privilégiumviszonyokat tárgyalták. A tárgyalások Erik skarai megkoronázásával kezdődtek ugyanezen év tavaszán, majd a királyi özvegy előtti tiszteletadással folytatódtak Mora városában, júliusban.